# Cézium-hexafluorokobaltát(IV)
A cézium-hexafluorokobaltát(IV) ritka példája a kobalt(IV) komplexeknek, képlete Cs2CoF6. Cs2CoCl4 és fluor reakciójával lehet előállítani.
Köbös K2PtCl6 szerkezete van, rácsállandója a = 8,91 Å. A Co−F kötés hossza 1,73 Å, a komplexben a Co(IV) alapállapota ²T2.

## Fordítás
Ez a szócikk részben vagy egészben  a   Caesium hexafluorocobaltate(IV) című angol Wikipédia-szócikk ezen változatának fordításán alapul.  Az eredeti cikk szerkesztőit annak laptörténete sorolja fel. Ez a jelzés csupán a megfogalmazás eredetét és a szerzői jogokat jelzi, nem szolgál a cikkben szereplő információk forrásmegjelöléseként.